# Jewgienij Swietłanow
Jewgienij Fiodorowicz Swietłanow (ros. Евгений Фёдорович Светланов, ur. 6 września 1928 w Moskwie, zm. 3 maja 2002 tamże) – rosyjski dyrygent, kompozytor i pianista, Ludowy Artysta ZSRR, Bohater Pracy Socjalistycznej.

## Życiorys
Ukończył Instytut Muzyczno-Pedagogiczny im. Gniesinych, później studiował dyrygenturę w Moskiewskim Państwowym Konserwatorium im. Czajkowskiego, gdzie w 1954, na czwartym roku, został asystentem profesora klasy dyrygentury A. Gauka, który wówczas kierował Wielką Orkiestrą Symfoniczną Wszechzwiązkowego Radia. W 1955 został dyrygentem, a w 1962 głównym dyrygentem w Teatrze Wielkim w Moskwie; prowadził tam 25 spektakli operowych i baletowych. W 1964 wraz z zespołem operowym wystąpił we Włoszech. W 1965 został kierownikiem artystycznym i głównym dyrygentem Państwowej Orkiestry Symfonicznej ZSRR; przepracował z kolektywem ok. 45 lat. Komponował symfonie, rapsodie, koncerty, utwory kameralne i wokalne. W 1968 otrzymał tytuł Ludowego Artysty ZSRR. Został pochowany na Cmentarzu Wagańkowskim.
Żona Łarisa Awdiejewa .

## Odznaczenia i nagrody
- Medal Sierp i Młot Bohatera Pracy Socjalistycznej (25 kwietnia 1986)
- Order Lenina (trzykrotnie, 1971, 5 września 1978 i 25 kwietnia 1986)
- Order „Za zasługi dla Ojczyzny” II klasy (9 października 1998)
- Order „Za zasługi dla Ojczyzny” III klasy (27 lipca 1996)
- Order Czerwonego Sztandaru Pracy (27 października 1967)
- Order Przyjaźni Narodów (1977)
- Nagroda Leninowska (1972)
- Nagroda Państwowa ZSRR (1983)
- Państwowa Nagroda RFSRR im. M. Glinki (1975)
- Nagroda Prezydenta Federacji Rosyjskiej (1998)
- Order Cyryla i Metodego (Ludowa Republika Bułgarii, 1971)

I medale.